# Auersbach
Auersbach ist ein Ortsteil der Stadt Feldbach mit 880 Einwohnern (Stand 2014) im Süd-Osten der Steiermark im Bezirk Südoststeiermark. 

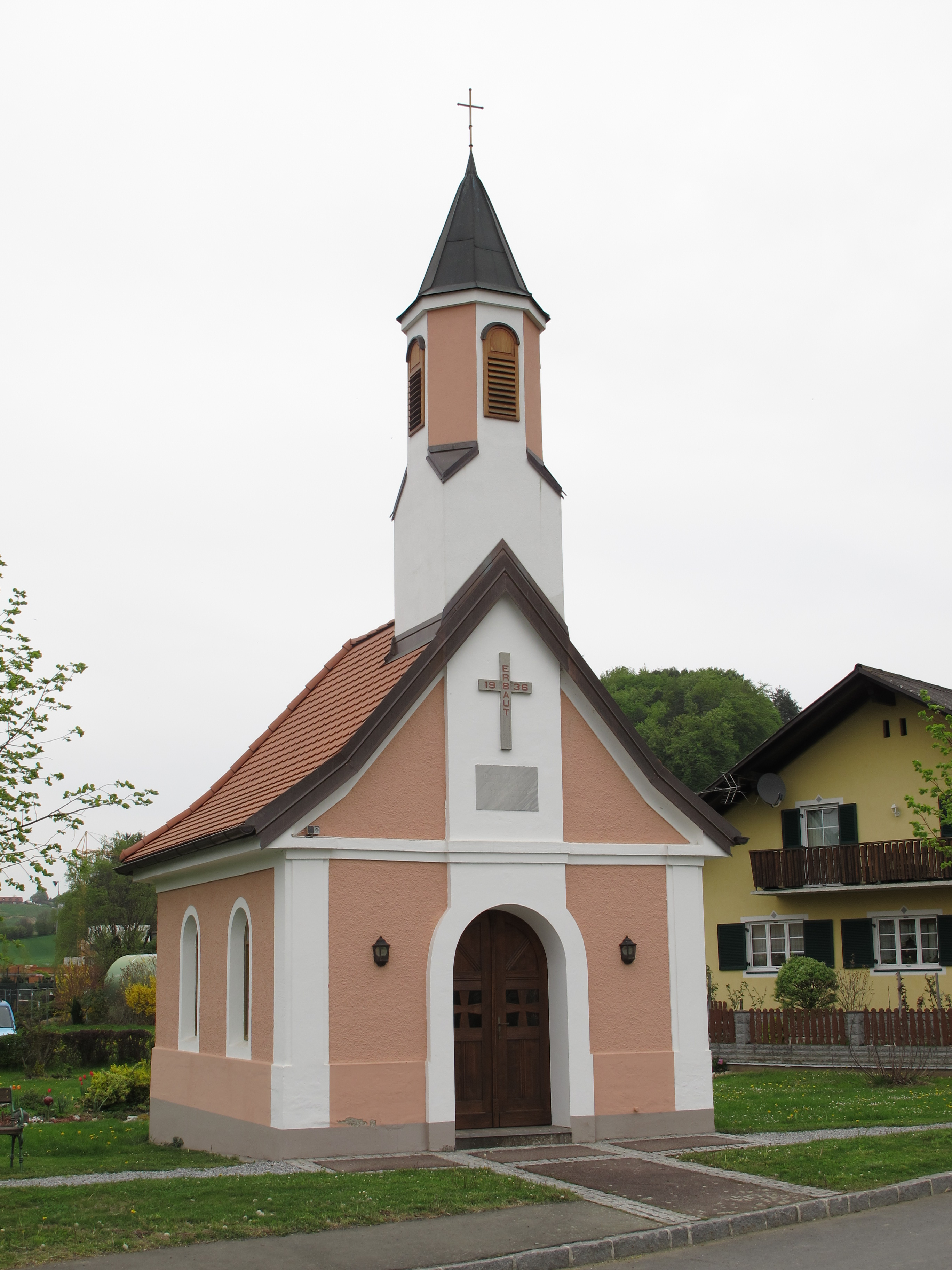
Ortskapelle Wetzelsdorf

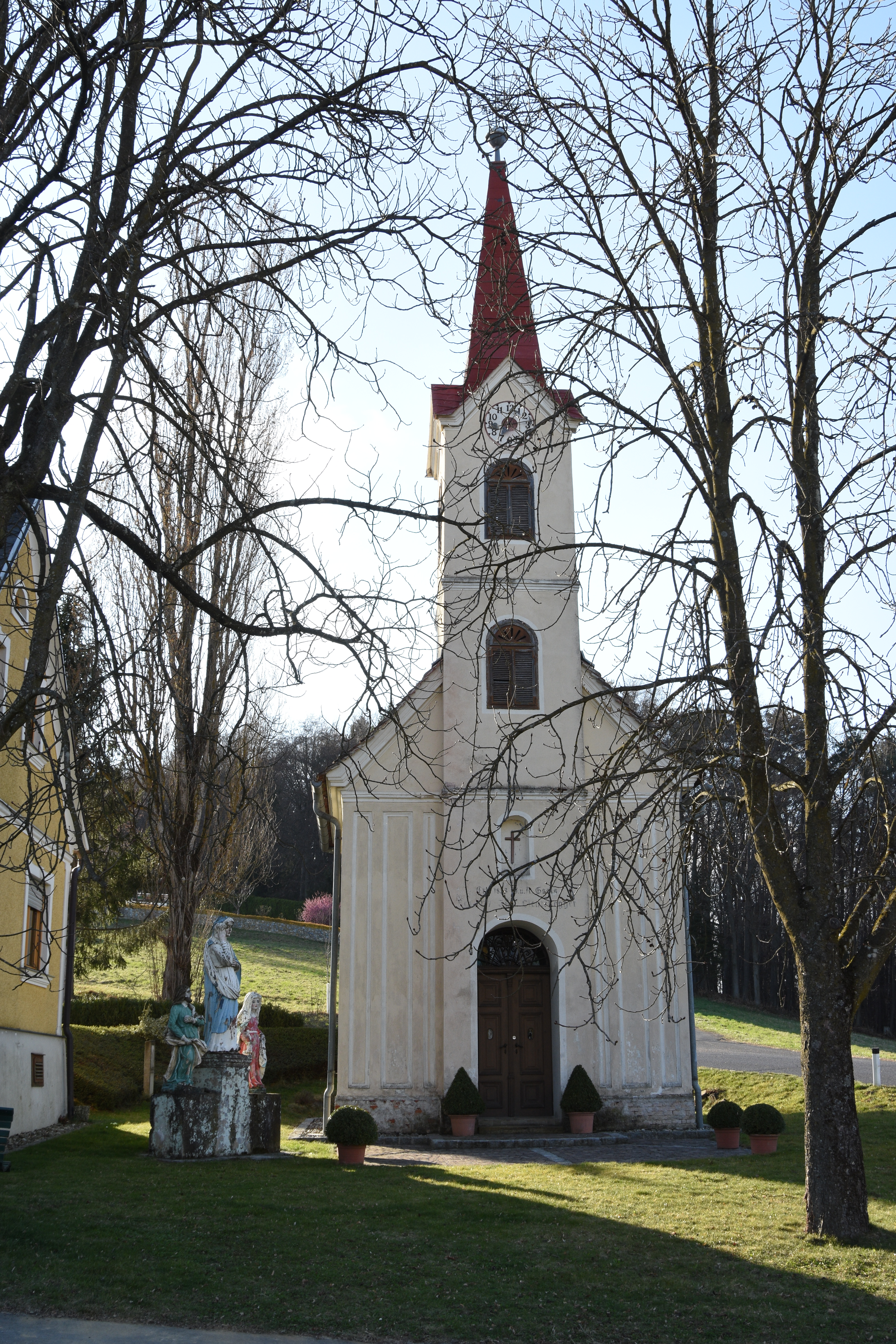
Gsöls Kapelle Wetzelsdorf

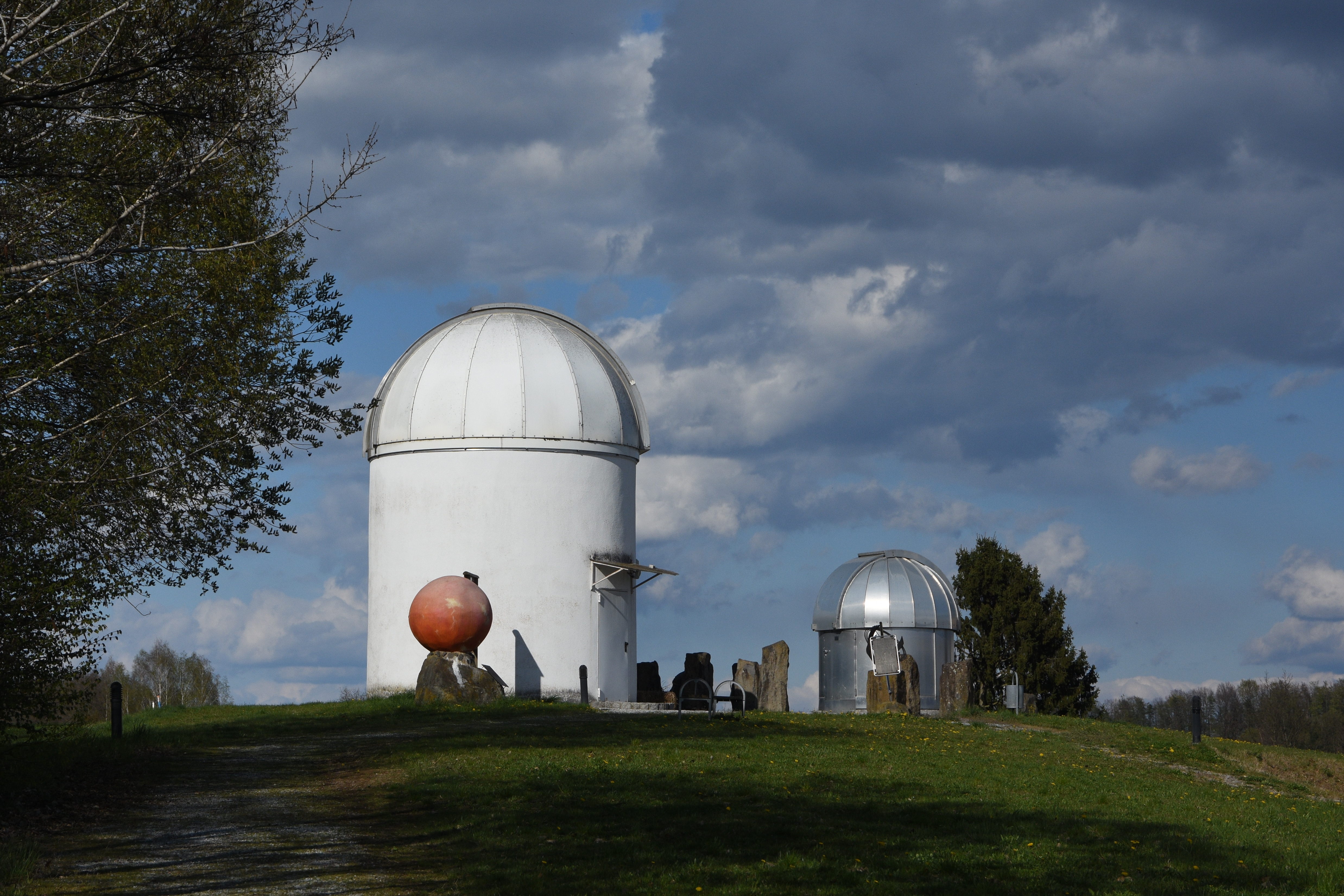
Öffentliche Sternwarte Auersbachtal

## Geografie
Auersbach liegt ca. 53 km östlich von Graz und ca. 6 km nördlich von Feldbach im Oststeirischen Hügelland.
Die Katastralgemeinde Auersbach umfasst folgende zwei Ortschaften (in Klammern Einwohnerzahl, Stand 1. Jänner 2024):
- Auersbach (361)
- Wetzelsdorf (449)

## Geschichte
Mit 1. Jänner 2015 wurde die ehemalige Gemeinde Auersbach im Rahmen der Gemeindestrukturreform in der Steiermark mit den Gemeinden Feldbach, Gniebing-Weißenbach, Gossendorf, Leitersdorf im Raabtal, Mühldorf bei Feldbach und Raabau zusammengeschlossen. Die neue Gemeinde führt den Namen „Feldbach“.

## Sehenswürdigkeiten
- Ortskapelle Wetzelsdorf
- Öffentliche Sternwarte

## Politik
Die ehemalige Gemeinde Auersbach gehört seit 1. Januar 2015 zur Stadtgemeinde Feldbach. Die ersten Wahlen fanden im März 2015 statt. Das Ergebnis der Gesamtgemeinde findet man unter dem Begriff "Feldbach" - Politik.

## Wappen
Die Verleihung des Gemeindewappens erfolgte mit Wirkung vom 1. Jänner 1994.

Blasonierung: „In schwarzem Schild silbern ein Sparren mit unterlegtem Fluß über dem Schildfuß; Sparren und Fluß unterlegt von zwei aus der Mitte des unteren Schildrandes wachsenden auseinanderstrebenden silbernen Getreidehalmen mit mehrfachen Ähren, den ganzen Schild füllend.“